# 1905 en Bretagne
 Chronologie de la Bretagne
- 1901
- 1902
- 1903
- 1904
- 1905
- 1906
- 1907
- 1908
- 1909

Cette page recense des événements qui se sont produits durant l'année 1905 en Bretagne.

## Société

### Faits sociétaux
- 19 novembre : Naufrage du steamer « Hilda » à 4 miles de Saint-Malo faisant 120 victimes dont 65 Johnnies de Roscoff[1].
- Grèves révolutionnaires du Finistère et du Morbihan[2]

### Naissance
- 23 février à Brest : Pierre Brette, mort à Granville le 2 juin 1961, peintre français.
- 18 mars : Jean Seznec, écrivain et critique littéraire
- 3 avril : Marie-Angèle dite Anjela Duval, poétesse
- 2 octobre à Brest : Remy Bourlès[3], mort à Paris le 12 juin 1997,  illustrateur, dessinateur et scénariste français de bande dessinée.
- 5 octobre : Pierre Péron, peintre de la marine et historiographe de Brest
- 12 décembre : Pierre Jacob dit Tal-Coat, peintre
- 18 décembre : Fañch Favé, cycliste

### Décès
- 17 février : Paul Paris-Jallobert, prêtre
- 24 mars : Jules Verne, écrivain
- 12 mai à Brest : Paul Brémaud, né le 27 mars 1846 à Brest (Finistère), médecin français de la Marine.
- 7 août : Amédée Guillotin de Corson, historien
- 29 août : Jean-Marie Déguignet, écrivain en français et breton

## Politique
- Séparation de l'Eglise et de l'Etat

## Économie
- Création d'une bourse du travail à Quimper et fondation du syndicat des ouvriers potiers, faïenciers et peintres[4].
- 10 septembre : Première fête des Filets Bleus à Concarneau en soutien aux usines de sardines, la pêche connaissant une crise. Au-delà du caractère de bienfaisance, c'est également la première fête folklorique en Bretagne[5].

## Culture

### Langue bretonne
- 12 septembre : Fondation du Bleun-Brug (« Fleurs de bruyères ») , association catholique bretonne, par l'abbé Jean-Marie Perrot. Elle prône la défense de la foi chrétienne et de la langue bretonne[6].

### Littérature
- Charles Géniaux reçoit le prix national de littérature pour L'Homme de peine[7].
- André Mellac et Loeiz Herrieu fondent la revue Dihunamb[7].
- 2 février : Première apparition dans La Semaine de Suzette d'Annaïk Labornez, dite Bécassine, personnage de bande dessinée né à Clocher-les-Bécasses et œuvre de Maurice Languereau[7].

### Musique
- Maurice Bourgeaux, dit Duhamel, fonde à Paris Le Gringoire, cabaret de chansonniers[7].

## Sports
- Création du stade quimpérois[4].

## Infrastructures

### Constructions
- Élévation sur le port de Paimpol d'un buste en l'honneur du bienfaiteur Alfred Potier de Courcy (bronze qui sera détruit lors de la Seconde Guerre mondiale)[7].